# Le canzoni di Paolo Limiti
Le canzoni di Paolo Limiti è un album della cantante Giovanna pubblicato dall'etichetta Saar nel 2000.

## Tracce
1. Bugiardo e incosciente (Paolo Limiti, Joan Manuel Serrat)
2. Buonasera dottore (P. Limiti, Shel Shapiro)
3. Bandito ferito (P. Limiti, Latino)
4. Non sai fare l'amore (P. Limiti, Salvatore Fabrizio)
5. Viva lei (P. Limiti, M. Nobile)
6. Vi amo tutti e due (P. Limiti, Alberto Anelli)
7. Vai da lei (P. Limiti, A. Ramus)
8. Il mio ex (P. Limiti, Erasmo Carlos, Roberto Carlos Braga)
9. Ahi, mi amor (P. Limiti, J. Manuel Serrat)
10. Tu non mi manchi (P. Limiti, Umberto Balsamo)
11. Schiavi (P. Limiti, Ninni Carucci)
12. La voce del silenzio (P. Limiti, Mogol, Elio Isola)
13. Lo faresti (P. Limiti, Aldo Donati)
14. Amare di meno (P. Limiti, U. Balsamo)
15. Vorrei che fosse autunno (P. Limiti, Garilli)